# C3 (batiscafo)
Il batiscafo C3 è stato "il primo mezzo sottomarino di pace, per ricerche scientifiche" (registro ufficiale della US Navy).

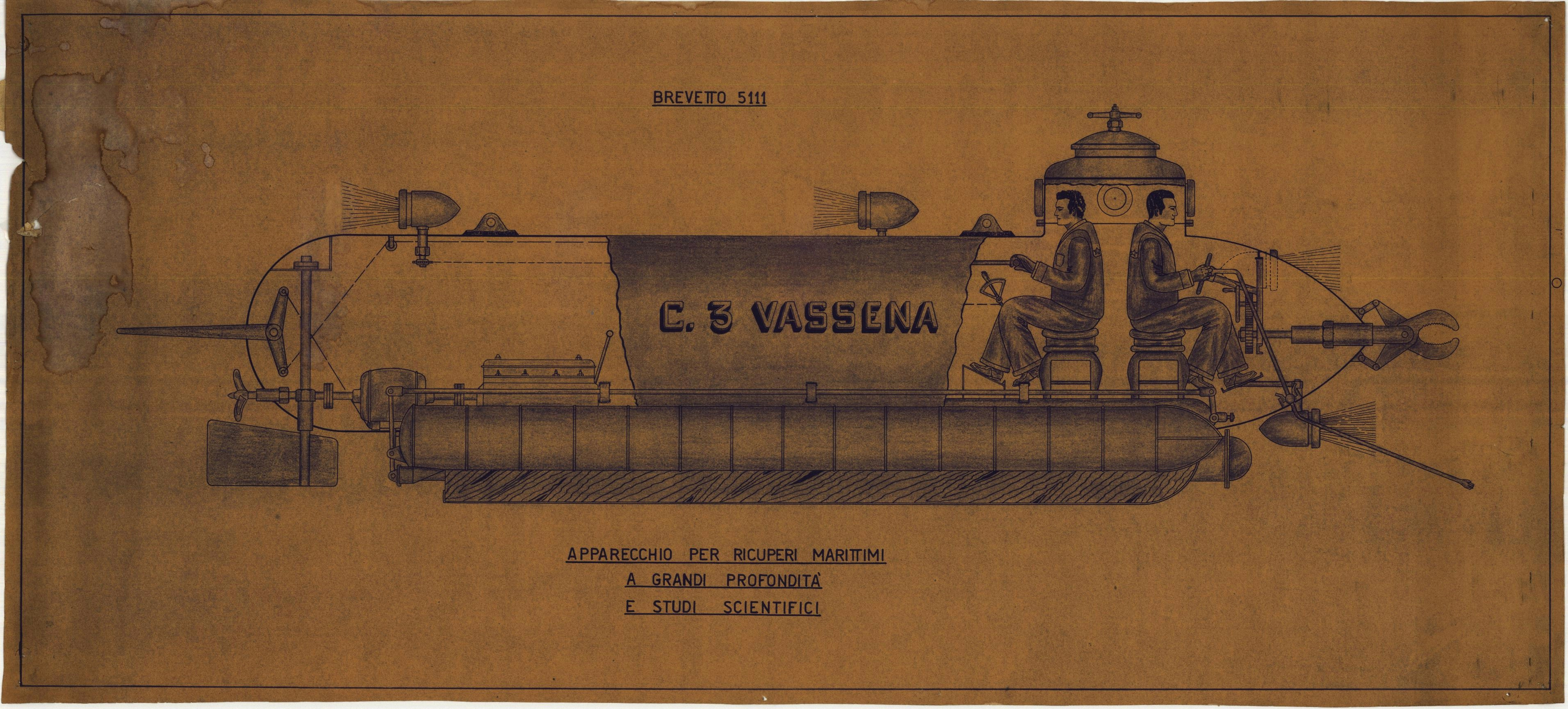
Progetto C3 Vassena di Pietro Vassena

## Storia
Il batiscafo era artigianale, ideato e progettato da Pietro Vassena nel 1948 sul lago di Como e realizzato con ingegno e mezzi propri.
Nel febbraio del 1948, il C3 era pronto ad uscire dall'officina di via Cavour per le prime immersioni nella darsena della Canottieri Lecco; il collaudo ufficiale del 29 febbraio 1948 lo portò ad una profondità di -68m.
Il 12 marzo 1948, al largo di Argegno, nella fossa lacustre più profonda d'Italia, Pietro Vassena e il sommergibilista Nino Turati scesero a 412 metri stabilendo così il record mondiale di profondità dell'epoca.
La notizia fece il giro del mondo, al punto che il fisico svizzero Auguste Piccard volle conoscere personalmente quell'inventore che era riuscito ad ottenere questo importante risultato sfidando le leggi della fisica ed anticipando anche le marine delle grandi potenze.
Nell'ottobre 1948 vennero eseguite alcune immersioni di prova di fronte alla Grotta Azzurra di Capri, a scopo dimostrativo per la stampa. Il giornalista Nantas Salvalaggio, inviato del quotidiano Il Tempo, prese posto nel batiscafo. La serie di immersioni, gestita dalla Marina Militare aveva il primario obiettivo di effettuare una ricerca scientifica, curata dal professor Pietro Parenzan, sulle forme di vita che popolavano i fondali. Già in queste prime immersioni a bassa profondità l'inadeguatezza di preparazione tecnica e di mezzi delle Marina Militare fu evidente. L'8 ottobre, a causa di un portello lasciato aperto, il batiscafo imbarcò acqua, spezzando il cavo di sostegno e precipitando sul fondale, a circa 100 metri.
Lunghe e laboriose operazioni di recupero riuscirono a portare in superficie il batiscafo che, dopo le opportune riparazioni, venne affidato al rimorchiatore Tenace, per essere portato al largo e tentare la discesa alla profondità di 978 metri. Il 20 novembre, durante un primo tentativo di discesa senza equipaggio, a causa di un guasto al verricello e ad un conseguente errore di manovra, il cavo cadde in acqua al seguito del batiscafo.
Ogni tentativo di riportare in superficie il C3 risultò vano, sia per la grande profondità, sia per l'impossibilità del sonar di individuarlo con certezza, tra i molti residuati bellici scaricati in quel punto dalle forze statunitensi durante la seconda guerra mondiale.